# بيتر آيديلي
بيتر آيديلي (بالإنجليزية: Peter Ayedele) (مواليد 21 مايو 1957) هو ملاكم نيجيري، مثّل بلاده في الألعاب الأولمبية الصيفية 1980.

## روابط خارجية
بيتر آيديلي على موقع أوليمبيديا (الإنجليزية)